# Grands Magasins Dufayel

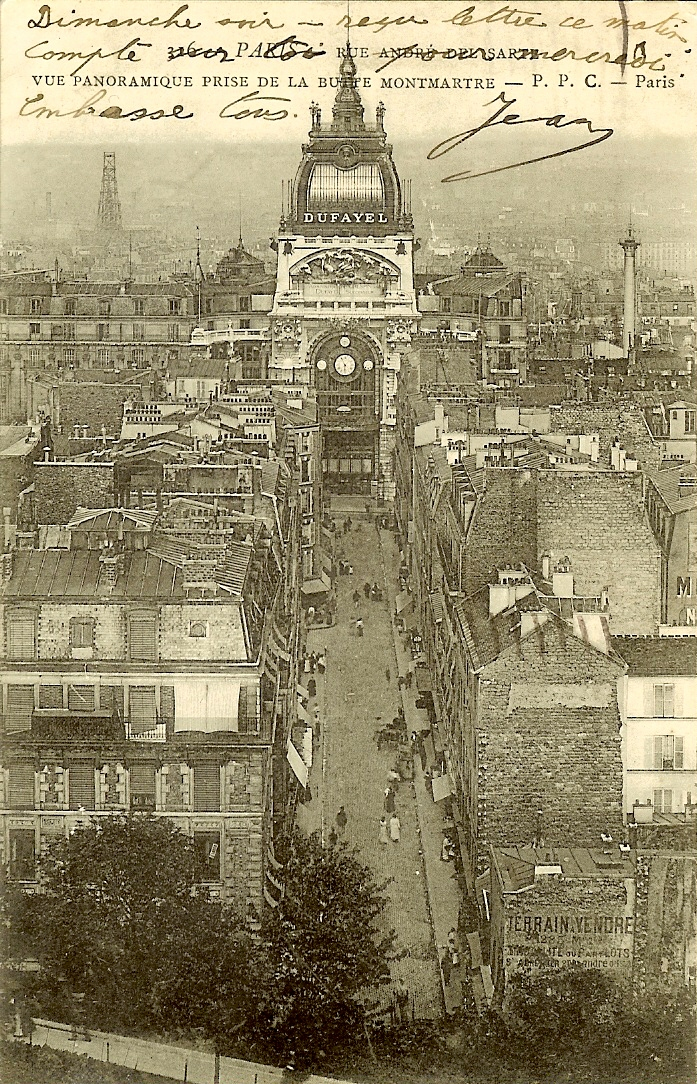
Les Grands Magasins Dufayel, Paris, 26, rue de Clignancourt (carte postale de 1904).

Les Grands Magasins Dufayel sont un ancien grand magasin ouvert en 1856 rue de Clignancourt à Paris par Jacques François Crespin (1824-1888) sous l'enseigne Palais de la Nouveauté. Tourné vers les classes populaires, il est repris au décès de son fondateur par un de ses employés, Georges Dufayel. Le grand magasin, qui occupe des bâtiments monumentaux, est réputé être le plus important du monde dans sa catégorie à la veille de la Première Guerre mondiale. Il ferme ses portes en 1930. Les Grands Magasins Dufayel jouent un rôle de pionnier dans le développement du crédit à la consommation en France.

## Développement desGrands Magasins Dufayel

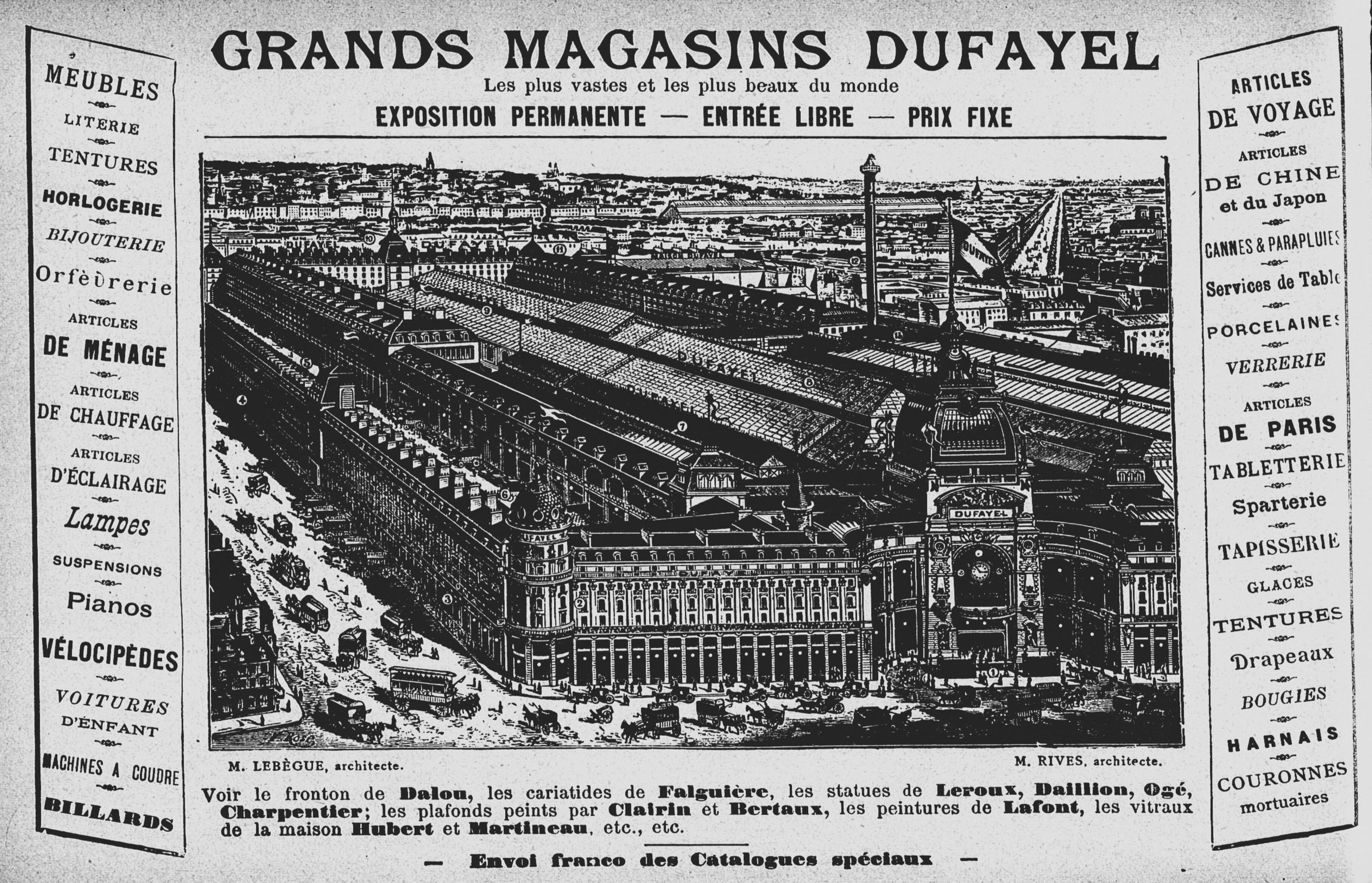
Encart publicitaire paru dans Le Photo-programme : revue artistique illustrée, 1896.

Le magasin est spécialisé dans la vente à crédit d'articles d'ameublement et d'équipement de la maison. À la mort de son fondateur, en 1888, le magasin est repris par Georges Dufayel. 
Entre 1874 et 1913, des bâtiments conçus par les architectes Marcel Lebègue et Gustave Rives sont progressivement construits sur le quadrilatère d'un peu plus d'un hectare délimité par le boulevard Barbès, la rue de Clignancourt, la rue Christiani et la rue de Sofia. En 1895, l'entrée principale du magasin, située au 26, rue de Clignancourt, est aménagée de manière monumentale avec Le Progrès entraînant le Commerce et l'Industrie, un haut-relief ornant le fronton par Jules Dalou et des sculptures d'Alexandre Falguière. L'entrée est coiffée d'un dôme qui supporte un phare éclairant Paris.
Pour attirer la clientèle, le grand magasin abrite un théâtre de grande taille et un jardin d'hiver. En 1912, les Grands Magasins Dufayel emploient 15 000 personnes et se targuent d'être l'établissement le plus important de ce type dans le monde. Le peintre Jean Dupas réalise pour eux des affiches publicitaires.

## Pionnier du crédit à la consommation
La clientèle des Grands Magasins Dufayel, qui sont implantés dans un quartier ouvrier, dispose de revenus modestes. Le magasin est le premier à développer en France le crédit à la consommation moderne. Pour inciter ses clients à effectuer des achats, il propose un crédit après avoir collecté des informations sur ceux-ci auprès des concierges. Un collecteur passe chaque semaine au domicile des emprunteurs pour percevoir le remboursement du crédit.

## La reconversion des locaux
Le 15 septembre 1918, durant la Première Guerre mondiale, une bombe explose sur les bâtiments des magasins Dufayel situés au 13, boulevard Barbès, lors d'un raid effectué par des avions allemands.

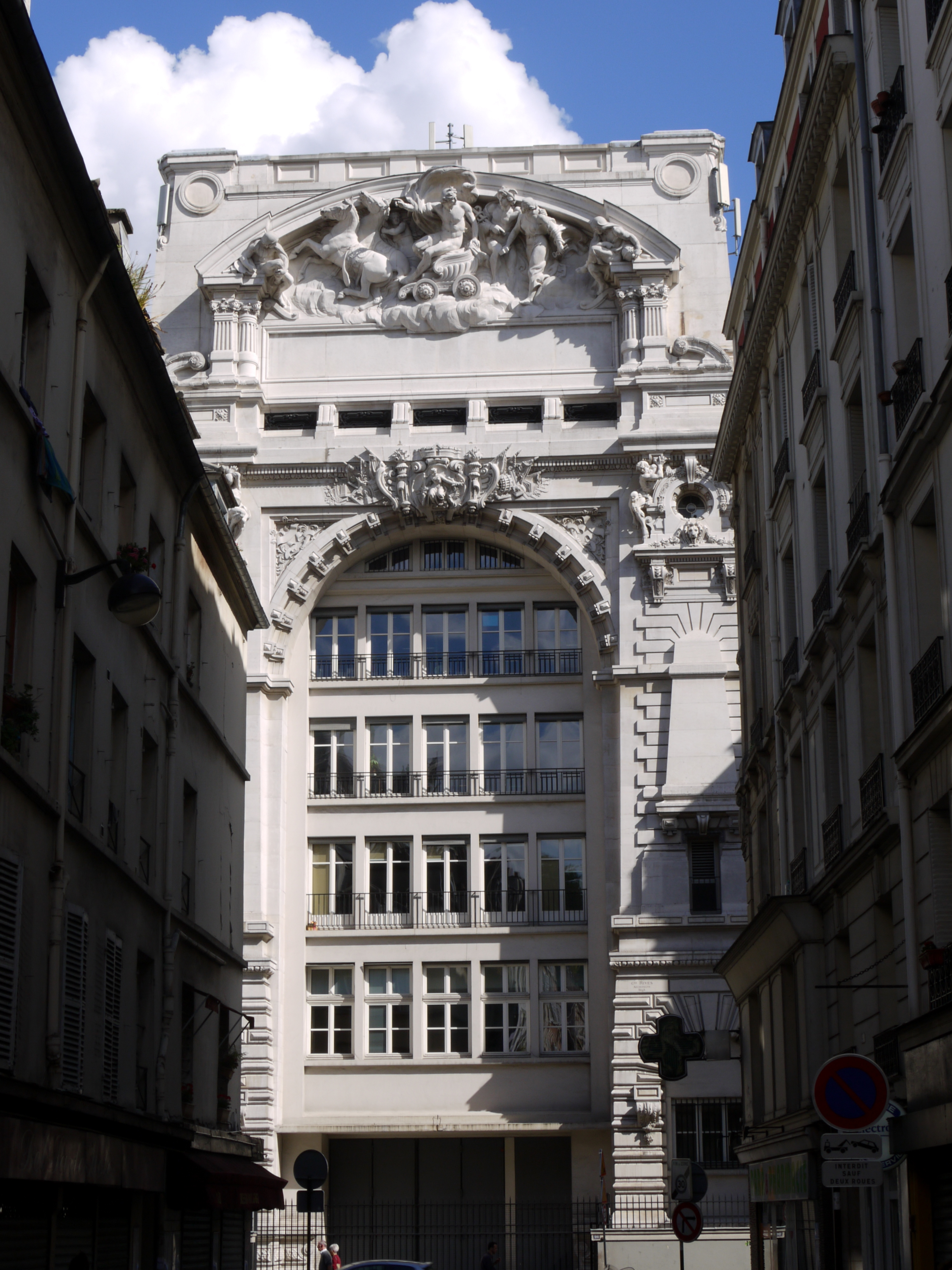
Façade de l'ancienne entrée des Grands Magasins Dufayel, rue de Clignancourt (fronton de Jules Dalou). Aspect en 2010, le dôme surmonté d'un phare coiffant l'ensemble a été détruit en 1957.

Georges Dufayel meurt en 1916. Le grand magasin ferme ses portes en 1930. Pendant la Seconde Guerre mondiale et l'occupation allemande de la capitale, les nazis se servent des locaux comme entrepôt. Puis la Croix-Rouge américaine y emmagasine des médicaments et des cigarettes. Après la guerre, la Banque nationale de Paris (BNP) installe ses services centraux (6 000 personnes) dans les anciens bâtiments du grand magasin, dont le dôme surmontant l'entrée monumentale est démoli en 1957.
Dans les années 1990, l'informatisation entraîne une suppression de cinq sixièmes de ses effectifs, qui s'amenuisent à 1 000 personnes. La banque, qui n'a plus besoin d'autant de locaux, lance un grand programme immobilier à l'esthétique façadiste : l'intérieur des bâtiments est entièrement remodelé et seules les façades sont conservées. En 2002, la BNP occupe toujours les bâtiments donnant sur la rue de Sofia tandis que 280 logements sont commercialisés et plusieurs grands distributeurs occupent les bâtiments donnant sur le boulevard Barbès.
En 2019, la BNP arbitre cet immeuble au profit de Vinci Immobilier, qui envisage d'y installer Wojo, société de coworking qui s'est depuis retirée. Le bâtiment de 11 000 m2 est disponible à partir de 2024[réf. souhaitée].

## Dans la culture populaire
Une chanson réaliste du début du XXe siècle, La Complainte des places de Paris — paroles de Lucien Boyer et musique d'Adolphe Stanislas — décrit l'ascension puis la déchéance d'une prostituée. Alors qu'elle est temporairement modèle puis maîtresse d'un rapin (nom donné aux peintres désargentés de la butte Montmartre), la chanson contient ce quatrain qui situe bien le statut social des Grands Magasins Dufayel dans l'imaginaire de la Belle Époque :
« La peinture c'est beau mais c'est triste

Car ça manque un peu d'essentiel.

Faut pas compter sur un artiste

Pour se meubler chez Dufayel. »
Les Grands Magasins Dufayel sont par ailleurs évoqués dans l’épisode fantastique des morts de la fin du 33e chapitre du Voyage au bout de la nuit de Louis-Ferdinand Céline. Le passage de morts volant la nuit dans le ciel a lieu dans un cadre réel : la place du Tertre, l’église Saint-Pierre de Montmartre, le cimetière du Calvaire et, plus bas, « à l’est par conséquent », les « Galeries Dufayel » « juste au-dessus » desquelles les morts « passaient ».